# Trafikkon

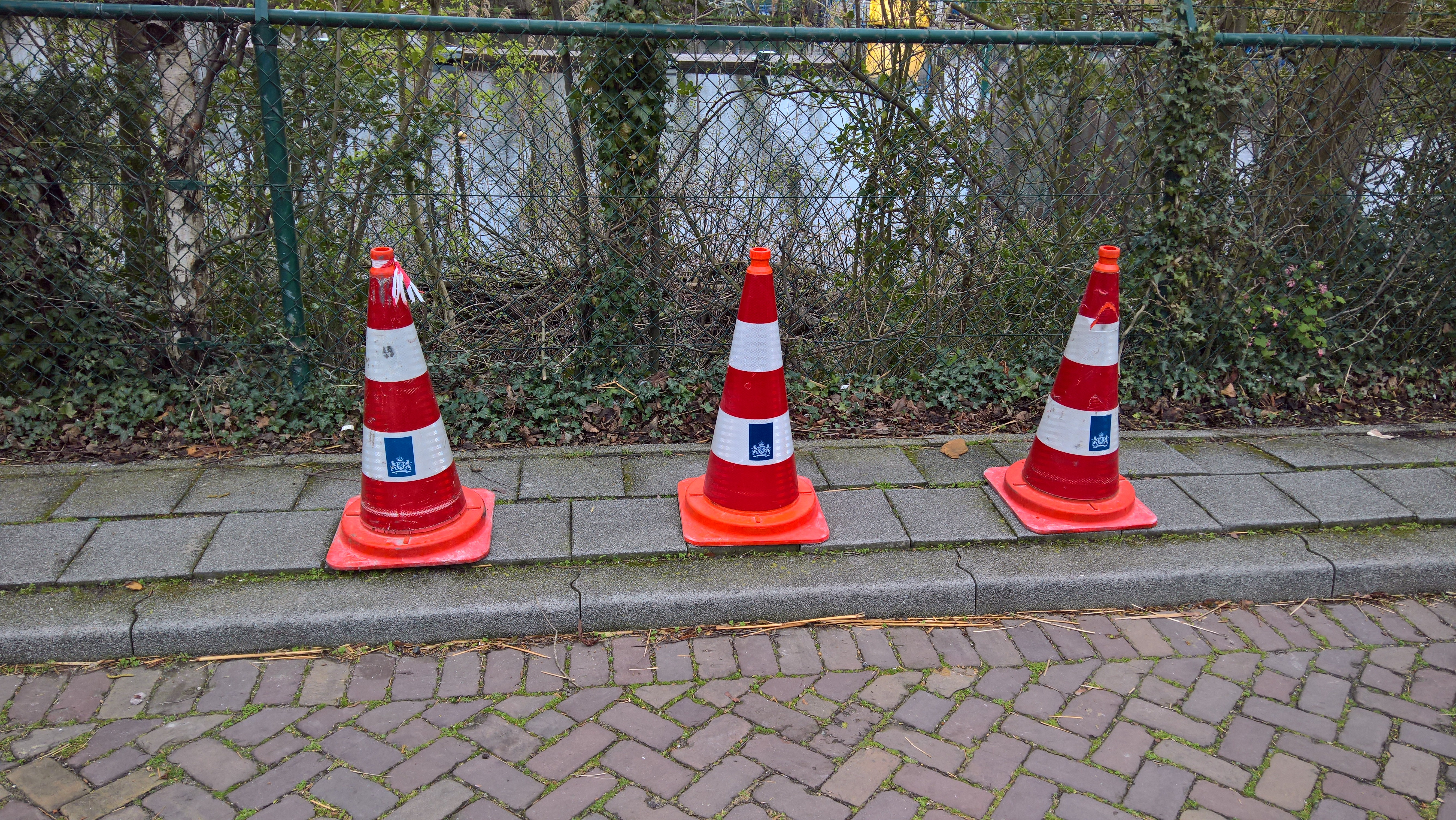
Trafikkoner skärmar av vid en trottoarkant.

Trafikkon, även kallad vägkon eller vägstrut, är en konformad flyttbar anordning använd för trafikdirigering genom att markera tillfälliga hinder eller avspärrningar i trafik, vanligen vid vägarbete. Trafikkoner tillverkas vanligen av orangefärgad plast och är runt en halvmeter hög med variationer. De är vanligen även försedda med markeringsband, främst då i vitt eller av reflekterande typ; även ljussignal.
Något mindre koner används även vid manövreringsövningar vid övningskörning, särskilt med motorcykel, samt för att märka ut olika punkter vid spel och lekar, exempelvis brännboll.